# Referéndum republicano de Sudáfrica de 1960
Un referéndum sobre la conversión de la Unión Sudafricana en una república se realizó el 5 de octubre de 1960, durante la época del apartheid. El gobernante Partido Nacional, dominado por los blancos de origen afrikáner, era declaradamente republicano y consideraba la posición de la reina Isabel II como jefa de estado como un legado del imperialismo británico.
Debido a las fuertes presiones de la comunidad internacional con respecto al apartheid, la situación de Sudáfrica como una monarquía dentro de la Mancomunidad de Naciones llegó a un punto crítico, y el régimen racista convocó a un referéndum, con el voto limitado a los blancos, para decidir entre la monarquía o la república. La oposición legal, encabezada por el Partido Unido, centró la campaña contraria en el fuerte aislamiento internacional, ya de por sí creciente, al que el país se vería sometido si cortaba sus últimos lazos con la monarquía británica. Los grupos de oposición negra declararon irrelevante el referéndum ya que no representaría a la mayoría del pueblo sudafricano, sino solo a la minoría blanca.
A pesar de la restricción de voto, el referéndum fue muy polarizado y competitivo por la oposición al mismo de los blancos de origen británico (una vocal minoría dentro de la comunidad blanca). La república en última instancia se impuso por un muy estrecho margen, del 52,29 % de los votos contra el 47,71 % de la monarquía (menos de 75000 votos de diferencia), y se declaró la República Sudafricana el 31 de mayo de 1961.
Debido a que, tras su cambio institucional, Sudáfrica debía solicitar formalmente el retorno a la Mancomunidad, su reingreso fue rechazado por la negativa de la mayoría de sus países componentes (en su mayoría los gobiernos africanos y la República de la India) a reconocer el régimen de apartheid. No sería readmitida hasta el fin del régimen en 1994.

## Antecedentes

### Republicanismo afrikáner
A pesar de la derrota militar de las dos república bóeres, la República de Transvaal y el Estado Libre de Orange, el republicanismo siguió siendo un sentimiento fuerte en la Unión Sudafricana entre los grupos afrikáner. D.F. Malan se separó del Partido Nacional de Barry Hertzog cuando se fusionó con el Partido Sudafricano para formar el "Partido Nacional Purificado" (Gesuiwerde Nasionale Party) que defendía la instauración de una república controlada por los afrikáneres. Esto contó con el apoyo de la "Hermandad Afrikáner" (Afrikaner Broederbond o AB), cuyo presidente, L.J. du Plessis, declaró: 

La cultura y el bienestar nacional no pueden desarrollarse plenamente si la gente de Sudáfrica no corta también constitucionalmente todas las relaciones exteriores. Después de las necesidades culturales y económicas, el afrikáner tendrá que dedicar su atención a las necesidades constitucionales de nuestro pueblo. Agregado a ese objetivo debe ser una forma genuinamente independiente de gobierno afrikáans para Sudáfrica [...] una forma de gobierno que a través de su encarnación en nuestro propio jefe de estado personal, hueso de nuestros huesos, carne de nuestra carne, nos inspire a una unidad y fuerza irresistible
 L.J. du Plessis

.
En 1940, Malan, junto con Hertzog, fundaron el Partido Nacional Reunido que se comprometió a luchar por "una república independiente, separada de la monarquía e Imperio Británico", y "eliminar, paso a paso, todas las anomalías que obstaculizan la máxima expresión de nuestra libertad nacional". Ese año, una Comisión nombrada por la Broederbond se reunió para redactar una constitución para una república; esto incluyó futuros ministros del Partido Nacional, como Hendrik Verwoerd, Albert Hertzog y Eben Dönges.
En 1942, los detalles de un borrador de la constitución republicana se publicaron en los periódicos en lengua afrikáans Die Burger y Die Transvaler, que preveían un presidente estatal, elegido por ciudadanos blancos conocidos como burgers, que sería "solo responsable ante Dios [...] por sus obras en el cumplimiento de sus deberes", con la ayuda de un Consejo de la Comunidad con poderes exclusivamente consultivos, mientras que el afrikáans sería el primer idioma oficial, con el inglés como idioma complementario.
Sobre el tema de la membresía continua de Sudáfrica en la Mancomunidad de Naciones, la opinión de la Broederbond fue que "la partida de la Mancomunidad lo antes posible sigue siendo un aspecto cardinal de nuestro objetivo republicano". Durante la visita a Sudáfrica del rey Jorge VI y su familia en 1947, el periódico en lengua afrikáans Die Transvaler, del cual Verwoerd era editor, ignoró la gira real, haciendo referencia únicamente a "calles concurridas" en Johannesburgo. Por el contrario, el periódico de extrema derecha afrikáner Ossewa Brandwag denunció abiertamente la gira, proclamando que "en nombre de esta monarquía, 27.000 mujeres y niños boer fueron asesinados por el bien del oro y su patria".

### Llegada al poder del Partido Nacional

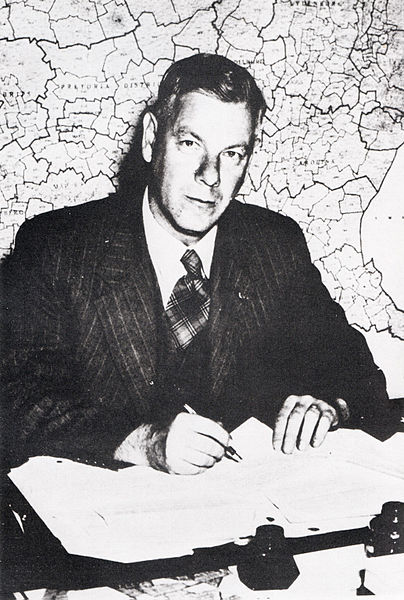
Hendrik Verwoerd, editor de Die Transvaler y más tarde primer ministro de Sudáfrica (1958-1966), principal impulsor del referéndum.

Para las elecciones generales de 1948, el Partido Nacional, liderado ahora por Malan, no hizo campaña en favor de una república, prefiriendo permanecer en la Mancomunidad, apelando así a los afrikáneres que de otro modo podrían haber votado por el Partido Unido de Jan Smuts. Esta decisión de minimizar la cuestión de la república y centrarse en cuestiones raciales fue influenciada por NC Havenga, el líder del Partido Afrikáner, que estaba en alianza con el Partido Nacional en la elección.
El sucesor de Malan como primer ministro, Johannes Gerhardus Strijdom, también restó importancia al problema de la República, indicando que no se tomarían medidas hacia ese fin antes de 1958. Sin embargo, más tarde reafirmó el compromiso de su partido con una república, así como una sola bandera nacional. Strijdom declaró que la cuestión de si Sudáfrica sería una república dentro o fuera de la Mancomunidad se decidiría "con vistas a las circunstancias que prevalecieran entonces". Al igual que su predecesor, Strijdom declaró la creencia del partido de que una república solo podría proclamarse sobre la base "de la amplia voluntad del pueblo".
Al convertirse en primer ministro en 1958, Hendrik Verwoerd pronunció un discurso ante el Parlamento en el que declaró que: 

Esta ha sido, de hecho, la base de nuestra lucha todos estos años: el nacionalismo contra el imperialismo. Esta ha sido la lucha desde 1910: una república en oposición a la conexión monárquica [...] Estamos trabajando de manera inequívoca y clara para el establecimiento de la república de la manera correcta y en el momento apropiado
 Hendrik Verwoerd primer ministro en discurso ante el Parlamento de Sudáfrica

.
En 1960, Verwoerd anunció planes para celebrar un referéndum exclusivamente para blancos sobre el establecimiento de una república, con un proyecto de ley a tal efecto presentado al Parlamento el 23 de abril de ese año. La Ley de Referéndum fue aprobada el 3 de junio de 1960. Declaró que una mayoría simple a favor del cambio sería decisiva, aunque se realizarían cambios mínimos a las estructuras constitucionales existentes.
Antes de ser sucedido por Verwoerd como primer ministro en 1958, Strijdom había reducido la edad para votar entre los blancos de 21 a 18. Los afrikáneres, que eran más propensos a favorecer al Partido Nacional que los blancos de habla inglesa, también eran en promedio más jóvenes que ellos, con una tasa de natalidad más alta. También se incluyeron en el censo electoral los votantes blancos en el África del Sudoeste, ahora Namibia, en ese momento ocupada por Sudáfrica. Como en Sudáfrica, los afrikáneres y los alemanes étnicos en el territorio superaron en número a los blancos de habla inglesa, y fueron fuertes partidarios del Partido Nacional. Además, la gente de color ya no fue considerada legalmente como electores y no podrían votar en el referéndum.
Aunque el republicanismo afrikáner por lo general prefería hablar de una presidencia ejecutiva, el gobierno sudafricano anunció que el cambio constitucional sería mínimo y que un jefe de Estado ceremonial reemplazaría a la Reina si triunfaba el "Sí", buscando de este modo el apoyo de varios blancos de habla inglesa y afrikanéres reticentes que apoyaran al Partido Unido.

### Discurso de Harold Macmillan
Anteriormente, en febrero de ese año, el primer ministro británico, Harold Macmillan, había pronunciado un discurso ante el Parlamento en Ciudad del Cabo, en el que habló de la inevitabilidad de la descolonización en África y se mostró crítico con las políticas de apartheid de Sudáfrica. Esto llevó a Verwoerd a declarar en la Cámara de la Asamblea: "No fue la República de Sudáfrica a quien se le dijo: 'No vamos a apoyarlos en este aspecto'. Esas palabras estaban dirigidas a la monarquía de Sudáfrica, y sin embargo tenemos el mismo monarca que esta persona de Gran Bretaña que nos dirigió estas palabras. Fue una advertencia para todos nosotros, angloparlantes y afrikáans, republicanos y antirrepublicanos. Para todos nosotros estaba claro que, en lo que respecta a estos asuntos, tendremos que levantarnos sobre nuestros propios pies".
Muchos blancos de habla inglesa, que habían considerado Gran Bretaña como su hogar espiritual, sintieron desilusión y una sensación de pérdida, incluido Douglas Mitchell, el líder del Partido Unido en Natal. A pesar de su oposición a los planes de Verwoerd para una república, Mitchell habló con vehemente oposición a muchos puntos del discurso de Macmillan.

### Oposición en Natal

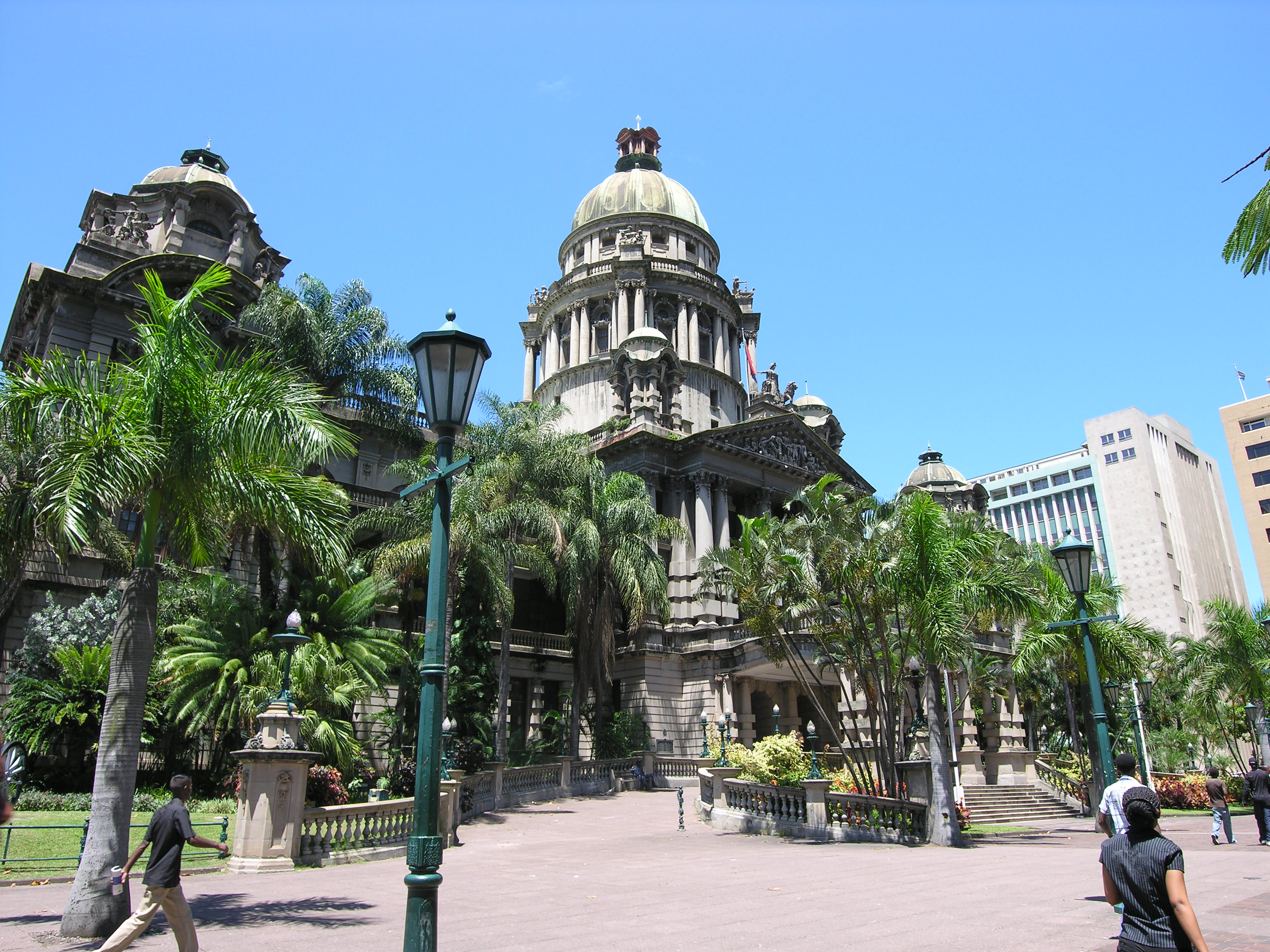
Ayuntamiento de Durban, donde se lanzó el Pacto de Natal en 1955.

En Natal, la única provincia con una mayoría de blancos de habla inglesa, había un fuerte sentimiento antirrepublicano; en 1955, el pequeño Partido Federal publicó un folleto titulado El caso contra la República, mientras que la Liga Anti-Republicana organizó manifestaciones públicas. La Liga, fundada por Arthur Selby, el presidente del Partido Federal, lanzó el Pacto de Natal en oposición a los planes para una república, firmado por 33.000 natalinos. Dibujando multitudes animando a 2000 personas en Durban y 1500 en Pietermaritzburg, la Liga se convirtió en la organización política más grande en Natal, con veintiocho sucursales en toda la provincia, con Selby convocando a 80.000 signatarios del Pacto.
Inspirado mayormente en el Pacto del Úlster, el Pacto de Natal decía:
Convencidos en nuestra conciencia de que una república sería desastrosa para el bienestar material de Natal y de toda Sudáfrica, subversivo de nuestra libertad y destructivo de nuestra ciudadanía, nosotros, cuyos nombres están suscritos, hombres y mujeres de Natal, leales súbditos de Su Graciosa Majestad la Reina Isabel II, nos comprometemos solemnemente, en este momento de amenaza de calamidad, a apoyarnos mutuamente en la defensa de la Corona y en utilizar todos los medios posibles y posibles. necesario para derrotar la intención actual de establecer una república en Sudáfrica. Y en caso de que una república nos sea impuesta, nos comprometemos más solemne y mutuamente a negarnos a reconocer su autoridad. Con la confianza segura de que Dios defenderá el derecho, nosotros suscribimos nuestros nombres. DIOS SALVE A LA REINA.
Entre mayo de 1956 y junio de 1958, la radio antirrepublicana Freedom, creada por John Lang, transmitió desde Natal Midlands, retomando transmisiones poco antes del referéndum en octubre de 1960 hasta la proclamación de la república en mayo de 1961. El día del referéndum, Natal Witness, el periódico diario en inglés de la provincia advirtió a sus lectores que: "No votar en contra de la República es ayudar a aquellos que nos liberarían de nuestros amarres, y nos dejarían a la deriva en un mar traicionero e inexplorado, justo cuando los vientos de cambio están soplando a la fuerza de los huracanes".

### Opinión negra
Los negros sudafricanos, a quienes se les negó el voto en el referéndum, no estaban en contra del establecimiento de una república per se, pero consideraban la nueva constitución como un rechazo directo del principio de una persona, un voto, expresado en la Carta de la Libertad, redactada por el Congreso Nacional Africano (ANC) y sus aliados en la Alianza del Congreso. A pesar de su oposición a la monarquía y la Mancomunidad de Naciones, el ANC buscó movilizar a la oposición blanca y negra a la república, viéndolo como un intento de Verwoerd de consolidar el dominio blanco en general y afrikáner en particular sobre el poder.

## Campaña

### Por el "Sí"

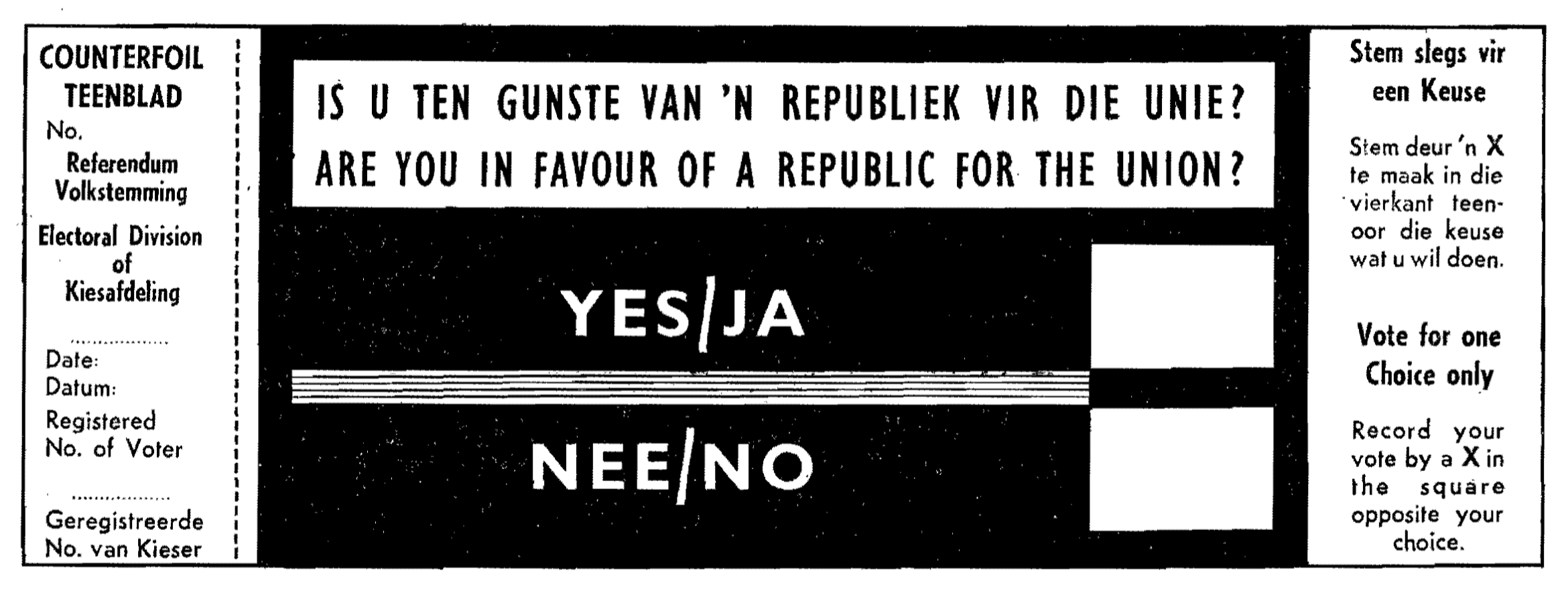
Papeleta utilizada para el referéndum. En la boleta se lee en la fila superior: ES U TEN GUNSTE VAN 'N REPUBLIEK VIR DIE UNIE? en afrikáans y en la fila inferior se lee: ARE YOU IN FAVOUR OF A REPUBLIC FOR THE UNION? en inglés.

La campaña a favor de la república se centró en la necesidad de una unidad blanca ante la descolonización británica en África y la irrupción del antiguo Congo Belga (actual República Democrática del Congo) en una sangrienta guerra civil tras la independencia, algo que Verwoerd advirtió podría dar lugar a un caos similar en Sudáfrica. También argumentó que los vínculos de Sudáfrica con la monarquía británica llevaron a la confusión sobre el estado del país, con un anuncio proclamando: "Permítannos convertirnos en una verdadera república ahora en lugar de permanecer en medio de ellos y entre ellos".
Uno de los principales lemas de la campaña por el sí fue "Nuestra república ahora, para mantener a Sudáfrica blanca" (en inglés: To re-unite and keep South Africa white, a republic now; y en afrikáans: Ons republiek nou, om Suid-Afrika blank te hou). Otro cartel presentaba dos manos entrelazadas, con el lema "Su pueblo, mi pueblo, nuestra república", que a veces se vandalizaba pintando una de las manos negras, produciéndose el emblema del Partido Liberal no racial.

### Por el "No"

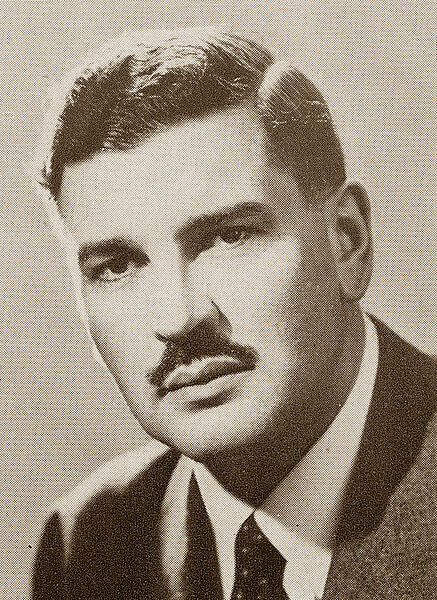
Sir De Villiers Graaff, líder del Partido Unido, principal opositor a la república.

El opositor Partido Unido hizo una campaña activa para un "No", argumentando que la membresía de Sudáfrica en la Mancomunidad, que le garantizaba tener vínculos comerciales privilegiados, se vería amenazada y conduciría a un mayor aislamiento. Un anuncio señaló que el acceso a los mercados de la Commonwealth valía 200 000£ al año. Otro proclamaba: "Necesitamos amigos. No dejes que Verwoerd los pierda a todos". Sir De Villiers Graaff, el líder del partido, llamó a los votantes a rechazar una república "para que podamos permanecer en la Mancomunidad británica y tener su protección contra el comunismo y el nacionalismo africano".
El pequeño Partido Progresista propuso a los votantes "rechazar esta república", argumentando que un electorado tan restringido no podría dar una opinión válida. Un anuncio que apelaba a los votantes que podrían apoyar a una república declaró: "El problema no es la monarquía o la república, sino la democracia o la dictadura".

## Resultado

### General
|  | 52.29 % |

|  | 47.71 % |

|  | 99.52 % |

|  | 0.48 % |

|  | 100.00 % |

|  | 90.77 % |

### Por provincia
El escenario provincial, aunque la República se impuso en todas las provincias menos en Natal, fue bastante polarizado, y ambas opciones obtuvieron más de un tercio de los votos en cuatro de las cinco provincias. Los blancos en las antiguas repúblicas bóeres de Transvaal y el Estado Libre de Orange votaron decisivamente a favor, como lo hicieron aquellos en el África del Sudoeste. En la provincia del Cabo la república estuvo a 1634 votos de ser derrotada, a pesar de la eliminación de los votantes de color, mientras que Natal votó abrumadoramente en contra; en los distritos electorales de Durban North, Pinetown y Durban Musgrave, el voto en contra de una república fue del 89.7 %, 83.7 % y 92.7 %, respectivamente.
| Provincia                                                                          | República | República | Monarquía | Monarquía | Blanco/Nulo | Total   | Registrados | Participación |
| Provincia                                                                          | Votos     | %         | Votos     | %         | Blanco/Nulo | Total   | Registrados | Participación |
| ---------------------------------------------------------------------------------- | --------- | --------- | --------- | --------- | ----------- | ------- | ----------- | ------------- |
| Cabo de Buena Esperanza                                                            | 271.418   | 50.15 %   | 269.784   | 49.85 %   | 2881        | 544.083 | 591.298     | 92.02 %       |
| Natal                                                                              | 42.299    | 23.78 %   | 135.598   | 76.22 %   | 688         | 178.585 | 193.103     | 92.48 %       |
| Estado Libre de Orange                                                             | 110.171   | 76.72 %   | 33.438    | 23.28 %   | 798         | 144.407 | 160.843     | 89.78 %       |
| África del Sudoeste                                                                | 19.938    | 62.39 %   | 12.017    | 37.61 %   | 280         | 32.235  | 37.135      | 86.80 %       |
| Transvaal                                                                          | 406.632   | 55.58 %   | 325.041   | 44.42 %   | 3257        | 734.930 | 818.047     | 89.84 %       |
| Fuente: The Statesman's Year-Book 1975-76, J. Paxton, 1976, Macmillan, página 1289 |           |           |           |           |             |         |             |               |

## Reacciones

### Blancos

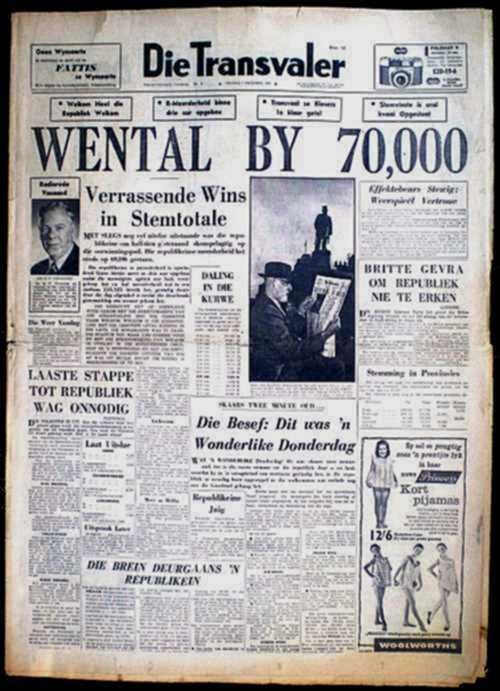
Portada de Die Transvaler, 7 de octubre de 1960, anunciando la victoria republicana por 70.000 votos.

Tras el resultado del referéndum, Douglas Mitchell, el líder del Partido Unido en Natal, declaró: "Nosotros en Natal no formaremos parte de esta República. Debemos resistirnos, resistirnos y resistirnos, y el gobierno nacionalista ha encontrado a Natal fuera de su república con los argumentos morales más fuertes que puedo enunciar". Mitchell encabezaría una delegación de Natal que buscaba una mayor autonomía para la provincia, pero no tuvo éxito. Otros blancos en Natal llegaron a pedir la secesión de la Unión, junto con algunas partes orientales de la provincia del Cabo. Sin embargo, Mitchell rechazó la idea de la independencia como "suicidio", aunque no descartó solicitarla en el futuro.
En la víspera del establecimiento de la república, el 30 de mayo de 1961, Die Transvaler proclamó: "Nuestra república es el cumplimiento inevitable del plan de Dios para nuestro pueblo [...] un plan formado en 1652 cuando Jan van Riebeeck llegó al Cabo [...] por lo que la derrota de nuestras repúblicas en 1902 fue un paso necesario".
En un gesto conciliador a los blancos de habla inglesa, y un reconocimiento de que algunos lo habían apoyado en el referéndum, Verwoerd nombró a dos blancos habla inglesa como miembros del gabinete.

### Negros
El 25 de marzo de 1961, en respuesta al referéndum, el ANC celebró un Congreso Africano Integral en Pietermaritzburg al que asistieron 1398 delegados de todo el país. Aprobó una resolución declarando que "ninguna Constitución o forma de gobierno decidida sin la participación de los pueblos africanos que forman la mayoría absoluta de la población puede disfrutar de validez moral o merecer apoyo ya sea dentro de Sudáfrica o más allá de sus fronteras".
Pidió una Convención Nacional y la organización de manifestaciones masivas en vísperas de lo que Nelson Mandela describió como "la república no deseada", si el gobierno no convocaba a una. Él escribió: "La adopción de esta parte de la resolución no significaba que la conferencia prefería una monarquía a una forma republicana de gobierno. Tales consideraciones no eran importantes e irrelevantes. El punto en cuestión, y que los delegados recalcaron una y otra vez, era que un Gobierno minoritario había decidido proclamar una República Blanca en virtud de la cual las condiciones de vida del pueblo africano continuarían deteriorándose".
Se convocó una huelga general de tres días en protesta por la declaración de una república, pero Verwoerd respondió cancelando todas las hojas de la policía, convocando a 5,000 reservistas armados de la Fuerza Ciudadana y ordenando el arresto de miles en poblados negros, aunque Mandela, por ahora jefe del movimiento clandestino, logró escapar del arresto.

### Dentro de la Mancomunidad
Originalmente cada país independiente en la Mancomunidad de Naciones era un Dominio con el monarca británico como jefe de Estado. La Declaración de Londres de 1949 antes de que la India se convirtiera en una república permitió a los países con un jefe de Estado diferente unirse o permanecer en la Mancomunidad, pero solo con el consentimiento unánime de los demás miembros. Los gobiernos de Pakistán (en 1956) y, más tarde, Ghana (en 1960) se valieron de este principio, y el Partido Nacional no había excluido específicamente la continuidad de la membresía de la Mancomunidad de Sudáfrica si se lograba un voto favorable a la república. Sin embargo, la Mancomunidad en 1960 incluyó nuevos miembros asiáticos y africanos, cuyos gobernantes vieron la membresía del estado del apartheid como una afrenta a los nuevos principios democráticos de la organización. Julius Nyerere, entonces Ministro Principal de Tanganica y futuro presidente de Tanzania, indicó que su país, que tenía programada la independencia para 1961, no se uniría a la Mancomunidad si la Sudáfrica del apartheid seguía siendo miembro para entonces.
Una Conferencia de Primeros Ministros de la Mancomunidad se convocó en marzo de 1961, un año antes de lo previsto, para abordar el problema. Sin embargo, Verwoerd provocó un enfrentamiento, lo que desencadenó que muchos miembros amenazaran con retirarse si no se aceptaba la solicitud de renovación de la membresía de Sudáfrica. Como resultado, se retiró la solicitud de membresía de Sudáfrica, lo que significa que al convertirse en una república, la membresía del país en la Mancomunidad simplemente caducó.
Muchos afrikáneres dieron la bienvenida a esto como una ruptura limpia con el pasado colonial. De Villiers Graaff comentó "cuán absolutamente solitario y aislado se ha vuelto nuestro país", y convocó a otro referéndum sobre el tema de la república, argumentando que el fin de la membresía de la Mancomunidad había cambiado drásticamente la situación. Comentando la acogida entusiasta que Verwoerd recibió de sus seguidores a su regreso, Douglas Mitchell comentó: "Están aplaudiendo porque nos hemos retirado del mundo. ¿Se alegrarán cuando el mundo se retire de nosotros?".
En un discurso hecho después del anuncio, Verwoerd dijo: "Hago un llamamiento a las personas de habla inglesa de Sudáfrica para que no se dejen herir, aunque puedan sentir su tristeza. Se ha desvanecido un marco, pero lo que es más importante es la amistad y la unión como una sola nación, como personas blancas que deben defender juntos su futuro. Ahora existe la posibilidad de permanecer unidos: un país libre que se una sobre la base del deseo de amistad con Gran Bretaña".
Sudáfrica permanecería fuera de la Mancomunidad hasta el fin del apartheid treinta y tres años más tarde, en 1994.

## Consecuencias

### Presidente Estatal

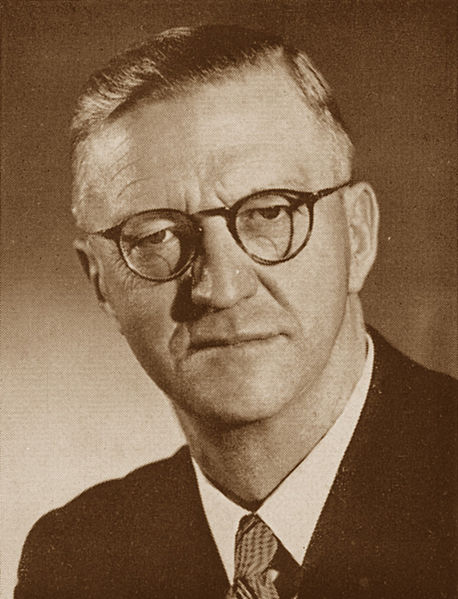
El Gobernador General Charles R. Stwart asumió como Presidente Estatal.

La República Sudafricana fue declarada el 31 de mayo de 1961, la reina Isabel II dejó de ser la jefa de estado y el último gobernador general de la Unión, Charles R. Swart, asumió el cargo de primer Presidente Estatal. Swart había sido elegido presidente estatal por el Parlamento por 139 votos contra 71, derrotando a H.A. Fagan, el expresidente de la Corte Suprema, presentado por la oposición.

### Cambios legales y heráldicos
Otros cambios simbólicos también ocurrieron:
- Las referencias legales a "la Corona" fueron reemplazadas por aquellas al "Estado".[67]
- Los juramentos de lealtad ya no eran para la reina, sino para la República.[67]
- Los Consejos de la Reina se conocieron como Consejos Senior.[68]
- El título "Real" se eliminó de los nombres de algunos regimientos del ejército sudafricano, como los Carbineers Natal.[69] Sin embargo, algunas instituciones conservaron el título "real", como el Royal Natal National Park y la Royal Society of South Africa.[70]
- El cetro ceremonial en la Cámara de la Asamblea, con la corona a la cabeza, fue reemplazada por un nuevo cetro con los escudos de armas de las cuatro provincias, así como veleros y carros de bueyes.[71]

A pesar del cambio de estatus republicano, el escudo de armas de Natal continuaba mostrando una corona, que solo se había agregado a las armas en 1954, aunque no era la corona de San Eduardo, con la que la reina había sido coronada, ni la corona de Tudor, utilizada por anteriores monarcas británicos, pero con un diseño distintivo.
Otras referencias a la monarquía habían sido eliminadas antes del establecimiento de una república:
- En 1952, el título de buques de la armada sudafricana HMSAS (buque sudafricano de Su Majestad) se cambió a SAS (buque sudafricano).[73]
- En 1957, la Corona había sido eliminada de las insignias de la fuerza de defensa y la policía,[74] o fue reemplazado por un león.[75]
- En 1958, la inscripción "OHMS " (En el servicio de Su Majestad), utilizada en el correo oficial, fue reemplazada por "En el servicio gubernamental".[74]

La nueva moneda decimalizada, el Rand, que no incluía el retrato de la reina ni en billetes ni en monedas, se introdujo el 14 de febrero de 1961, tres meses antes del establecimiento de la República. Antes de su introducción, el gobierno consideró eliminar la efigie de la reina de la libra sudafricana.

### Cambios constitucionales
La diferencia más notable entre la Constitución de la República y la de la Unión era que el presidente Estatal era el jefe de Estado ceremonial, en lugar de la Reina y el Gobernador General. El título de "Presidente Estatal" (Staatspresident en afrikáans) se utilizó anteriormente para los jefes de Estado de la República de Transvaal y el Estado Libre de Orange.
El Partido Nacional decidió no tener una presidencia ejecutiva, sino que adoptó un enfoque minimalista, como un gesto conciliador hacia los blancos que se oponían a una república; el puesto no se convirtió en un cargo ejecutivo hasta 1984, manteniéndose como tal incluso después del apartheid hasta la actualidad, aunque nunca se convirtió en un cargo electo y el gobierno seguiría siendo en esencia parlamentario, solo que sin dividir la jefatura de estado de la de gobierno. Del mismo modo, la Union Jack siguió siendo una característica de la bandera del país hasta 1994, a pesar de su impopularidad entre muchos afrikáneres, y una propuesta para adoptar un nuevo diseño en el décimo aniversario de la república en 1971.
De conformidad con la nueva Constitución, el afrikáans y el inglés siguen siendo idiomas oficiales, pero la situación del afrikáans en relación con el neerlandés se modificó. Considerando que la Ley de Sudáfrica había convertido el holandés en un idioma oficial junto con el inglés, y que los holandeses definían incluir el afrikáans en la Ley de idiomas oficiales de la Unión en 1925, la Constitución de 1961 invirtió esto haciendo que el afrikáans fuera un idioma oficial junto con el inglés, definiendo el afrikáans.